# Línguas lolo-birmanesas
As línguas lolo-birmanesas da Birmânia e do Sul da China formam um ramo coerente da família linguistica sino-tibetana.

## Designações
Até aos anos 50, o endónimo Lolo era escrito em chinês com caracteres pejorativos, e por isso era por vezes evitado. Shafer (1966-1974) usou o termo "búrmicas" para as línguas lolo-birmanesas. O termo chinês é Mian-Yi, derivado do nome chinês para "birmanês" e um dos vários nomes para "tailandês", e determinado, a partir de 1950, pelo governo chinês como substituto de Lolo.

## Possíveis línguas
A posição do Naxi (Moso) na família não é clara, e é frequentemente deixado como um terceiro ramo além das línguas lolo e búrmicas. Lama (2012) considera-o um ramo do Lolo, enquanto Guillaume Jacques sugeriu que seria uma ramo das línguas Qiang.
A língua Pyu que precedeu o birmanês na Bírmânia é por vezes ligado à família lolo-birmanesa, bas não há evidências sólidas para nenhuma classificação específica, e é melhor deixada como não classificada dentra da família sino-tibetana.
Löffler (1966) e Bradley (1997) consideram que a língua Mru como muito próxima ou integrante da família lolo-birmanesa, enquanto Matisoff incluí o Mru na área linguística do Nordeste da Índia.
A língua Pai-lang, referenciada desde o século III, é lolo-birmanesa, talvez loloíca.

## Relações externas
Guillaume Jacques e Alexis Michaud (2011) defendem um ramo burmo-qiangico com dois sub-ramos primários, Na-Qiangico (isto é, Naxi-Qiangico) e and lolo-birmanês. Similarmente, David Bradley (2008) tambêm propôs um ramo Tibeto-Birmanês oriental que incluiria os dois sub-ramos do búrmico (isto é, lolo-birmanês) e qiangico.